# Virslīga 2008
In 2008 werd het 34ste voetbalseizoen gespeeld van de Letse Virslīga. De competitie werd gespeeld van 7 april tot 4 december. Het competitieformat werd gewijzigd en na een eerste fase speelden de clubs nog een tweede fase voor de titel of degradatie. FK Ventspils werd kampioen.

## Eerste fase
| Plaats | Club                  | Wed. | W  | G | V  | Saldo | Ptn. |
| ------ | --------------------- | ---- | -- | - | -- | ----- | ---- |
| 1.     | FK Ventspils          | 18   | 12 | 4 | 2  | 33-6  | 40   |
| 2.     | Skonto Riga           | 18   | 11 | 3 | 4  | 28-19 | 36   |
| 3.     | Dinaburg FC           | 18   | 9  | 5 | 4  | 22-13 | 32   |
| 4.     | FK Riga               | 18   | 9  | 3 | 6  | 28-27 | 30   |
| 5.     | SK Liepājas Metalurgs | 18   | 7  | 9 | 2  | 27-17 | 30   |
| 6.     | FK Daugava Daugavpils | 18   | 6  | 6 | 6  | 27-22 | 24   |
| 7.     | FK Vindava            | 18   | 4  | 5 | 9  | 14-27 | 17   |
| 8.     | FK Jūrmala            | 18   | 3  | 7 | 8  | 15-27 | 16   |
| 9.     | SK Blāzma             | 18   | 2  | 4 | 12 | 8-26  | 10   |
| 10.    | Olimps/ASK Riga       | 18   | 1  | 6 | 11 | 12-30 | 9    |

|  | Geplaatst voor tweede fase, kampioenengroep |
|  | Geplaatst voor tweede fase, degradatiegroep |

## Tweede fase

### Kampioenengroep
| Plaats | Club                  | Wed. | W  | G  | V  | Saldo | Ptn. |
| ------ | --------------------- | ---- | -- | -- | -- | ----- | ---- |
| 1.     | FK Ventspils          | 28   | 19 | 6  | 3  | 53-14 | 63   |
| 2.     | SK Liepājas Metalurgs | 28   | 14 | 11 | 3  | 48-25 | 53   |
| 3.     | Skonto Riga           | 28   | 15 | 7  | 6  | 43-31 | 52   |
| 4.     | Dinaburg FC           | 28   | 10 | 8  | 10 | 32-31 | 38   |
| 5.     | FK Daugava Daugavpils | 28   | 10 | 7  | 11 | 40-35 | 37   |
| 6.     | FK Riga               | 28   | 10 | 3  | 15 | 36-55 | 33   |

|  | Kampioen, geplaatst voor tweede voorronde UEFA Champions League 2009/10 |
|  | Geplaatst voor tweede voorronde UEFA Europa League 2009/10              |
|  | Geplaatst voor eerste voorronde UEFA Europa League 2009/10              |

### Degradatiegroep
| Plaats | Club            | Wed. | W  | G  | V  | Saldo | Ptn. |
| ------ | --------------- | ---- | -- | -- | -- | ----- | ---- |
| 7.     | FK Jūrmala      | 30   | 10 | 10 | 10 | 35-34 | 40   |
| 8.     | FK Vindava      | 30   | 9  | 9  | 12 | 27-41 | 36   |
| 9.     | SK Blāzma       | 30   | 5  | 8  | 17 | 20-43 | 23   |
| 10.    | Olimps/ASK Riga | 30   | 2  | 11 | 17 | 22-47 | 17   |

- FK Ditton veranderde de naam in FK Daugava Daugavpils

|  | Deelname promotie/degradatie play-off |
|  | Degradatie                            |

## Promotie/Degradatie play-off
| Team #1            | Tot.  | Team #2   | 1ste wed | 2de wed |
| ------------------ | ----- | --------- | -------- | ------- |
| Tranzīts Ventspils | 1 - 6 | SK Blāzma | 1 - 5    | 0 - 1   |

## Kampioen
| Virslīga 2008                 |
| Letland                       |
| ----------------------------- |
| VENTSPILS Kampioen (3° titel) |